# They Forgot
They Forgot — мікстейп американського репера Lil Durk, виданий лейблом Only the Family 26 листопада 2016 р. Гости: DJ Bandz, Bigga Rankin.

## Список пісень
| #     | Назва                                        | Автор                                               | Продюсер(и)        | Тривалість |
| ----- | -------------------------------------------- | --------------------------------------------------- | ------------------ | ---------- |
| 1.    | «Intro»                                      | Дерк Бенкс                                          |                    | 1:45       |
| 2.    | «They Forgot»                                | Бенкс Алькаалік Омар Лоренс                         | Kid Wonder         | 3:26       |
| 3.    | «Too Late»                                   | Бенкс Чарльз Думазер                                | C-Sick             | 3:15       |
| 4.    | «Hard Shit» (з участю Lil Reese)             | Бенкс Лоренс Таварес Тейлор                         | Kid Wonder         | 2:48       |
| 5.    | «Baller»                                     | Бенкс                                               | TY Made It         | 3:32       |
| 6.    | «Rico»                                       | Бенкс Адоніс Еймос-Стейтон                          | Donis Beats        | 2:29       |
| 7.    | «Young Niggas» (з участю Meek Mill)          | Бенкс Роберт Вільямс Лондон Голмс                   | London on da Track | 2:52       |
| 8.    | «We Dem Niggas» (з участю Mozzy та OTF Ikey) | Бенкс Думазер Тімоті Паттерсон                      | C-Sick             | 4:09       |
| 9.    | «Shooters 2x» (з участю 21 Savage)           | Бенкс Дон Паскалл-мл. Шая Джозеф                    | DP Beats           | 3:20       |
| 10.   | «Back 2 Back» (з участю Hypno Carlito)       | Бенкс                                               | TY Made It         | 2:37       |
| 11.   | «Victim»                                     | Бенкс Тайрі Піттмен                                 | Young Chop         | 3:52       |
| 12.   | «Rider Chick» (з участю Dej Loaf)            | Бенкс Лоренс Деджа Тримбл                           | Kid Wonder         | 2:33       |
| 13.   | «Rich Forever» (з участю YFN Lucci)          | Бенкс Даррелл Джексон Дарріус Лакетт Рейшон Беннетт | ChopSquad DJ       | 3:10       |
| 14.   | «Street Life» (з участю BJ the Chicago Kid)  | Бенкс Стейтон Браян Следж                           | Donis Beats        | 3:15       |
| 43:04 |                                              |                                                     |                    |            |